# Ernest Fouché
Pour les articles homonymes, voir Fouché.
Ernest Fouché est un homme politique français né le 18 septembre 1858 au Mans (Sarthe) et décédé le 14 janvier 1930 à Paris.

## Biographie
Ingénieur diplômé de l'École Centrale Paris (Promotion 1881), il entre en 1881 dans l'entreprise Carel, qui fabrique du matériel ferroviaire. Il en devient associé puis président. Il participe à la création de sociétés de chemin de fer locales et préside des sociétés de gestion de tramways. Conseiller municipal de Saint-Saturnin en 1896, maire en 1900, il est conseiller général du Mans de 1904 à 1922. Il est député de la Sarthe de 1902 à 1906, inscrit au groupe de l'Action libérale, et de 1919 à 1924 au groupe de l'Entente républicaine démocratique. 

## Sources
- « Ernest Fouché », dans le Dictionnaire des parlementaires français (1889-1940), sous la direction de Jean Jolly, PUF, 1960 [détail de l’édition]